# Necrophagia
Necrophagia var et af de første dødsmetal-bands dannet i 1983. Deres navn betyder at spise et lig. Oprindeligt stammer navnet fra de to græske ord nekron (lig) og phagein (at æde).

## Medlemmer

### Nuværende medlemmere
- Killjoy – Vokal
- Fug – Guitar
- Undead Torment – Guitar
- Iscariah – Bas
- Titta Tani – Trommer
- Opal Enthroned – Keyboard

### Tidligere medlemmere
- Frediablo – Guitar
- Mirai Kawashima – Keyboard
- Wayne Fabra – Trommer
- Phil Anselmo – Guitar
- Dustin Havnen – Bas
- Jared Faulk – Bas
- Larry "Madthrash" Madison – Guitar
- Joe "Voyer" Blazer – Trommer
- Bill "Blaster" Bork – Bas
- Ben "Killer" Martin – Guitar

## Diskografi

### Studiealbum
- 1987 – Season of the Dead
- 1998 – Holocausto de la Morte
- 2003 – The Divine Art of Torture
- 2005 – Harvest Ritual Vol. 1

### Andre udgivelser
- 1995 – Death is Fun (Opsamlingsalbum)
- 1999 – Black Blood Vomitorium (ep)
- 2001 – Cannibal Holocaust
- 2001 – Reverse Voices of the Dead (Dele ep med Antaeus)
- 2004 – Goblins Be Thine (ep)
- 2006 – Slit Wrists and Casket Rot (Live)